# Benedictuskerk (Kootstertille)
De Benedictuskerk is een kerkgebouw in Kootstertille in de Nederlandse provincie Friesland.

## Beschrijving
De driezijdig gesloten zaalkerk met neoclassicistische details werd gebouwd in 1882. In de toren van vijf geledingen met achtkantige spits hangt een klok (1759) van klokkengieters Steen en Borchardt. Het orgel uit 1884 is gebouwd door Friedich Wilhelm Leichel & Zn. Het kerkgebouw is een rijksmonument. De kerk wordt gebruikt door de Protestantse Gemeente.

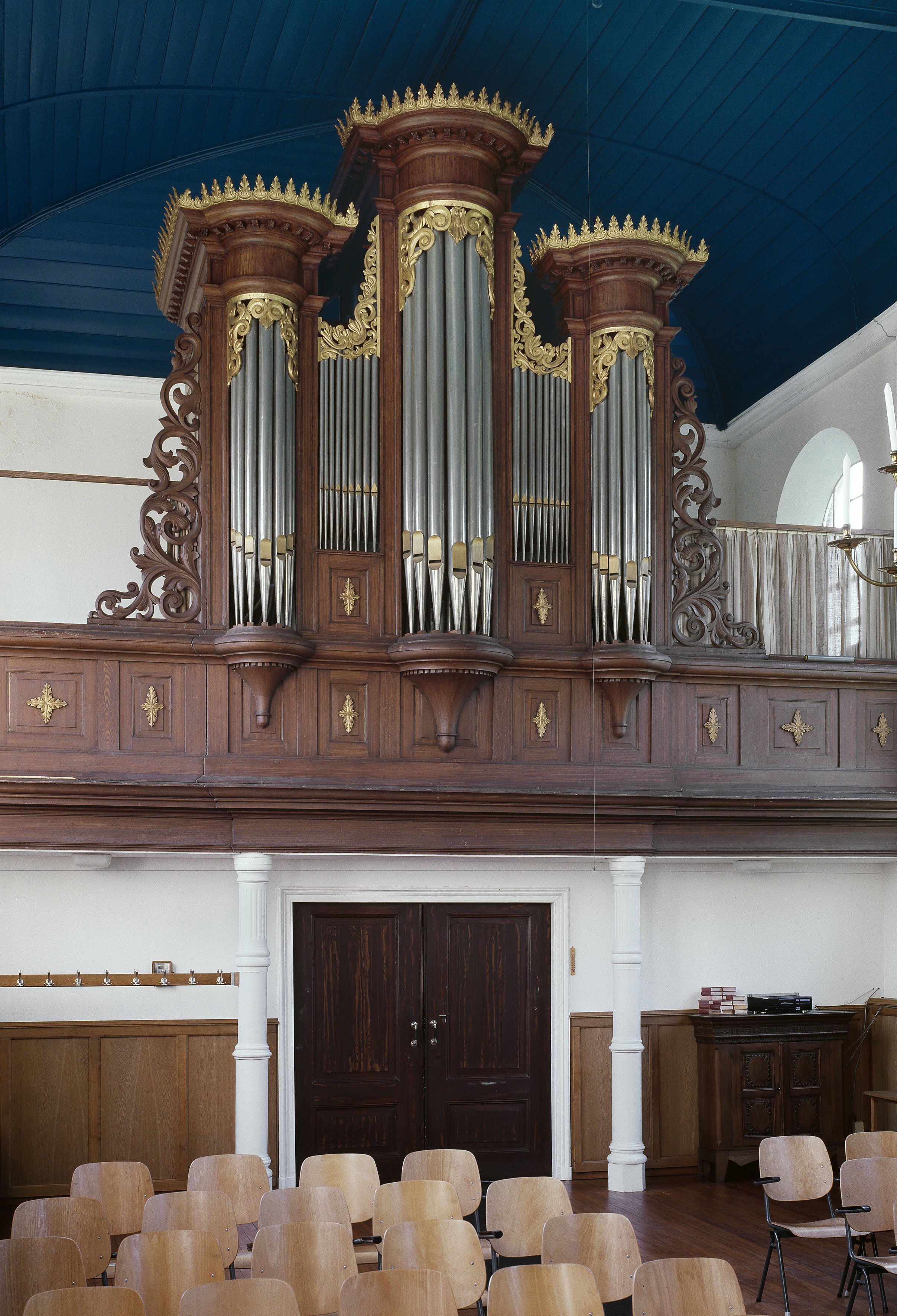
Interieur met orgel (2006)